# Leptolalax maurus
Leptolalax maurus  — вид жаб родини азійські часничниці (Megophryidae). 

## Поширення
Цей вид є ендеміком Борнео, де він відомий тільки у його типовій місцевості горах Кінабалу в штаті Сабах, Малайзія. Його природними місцями проживання є тропічні вологі гірські ліси й річки.